# Kinsarvik (localitate)
Kinsarvik este o localitate din comuna Ullensvang, provincia Hordaland, Norvegia, cu o suprafață de 0,58 km² și o populație de 519 locuitori (2013).